# Clossiana nansetsuzana
Clossiana nansetsuzana är en fjärilsart som beskrevs av Doi 1935. Clossiana nansetsuzana ingår i släktet Clossiana och familjen praktfjärilar. Inga underarter finns listade i Catalogue of Life.